# Ascocalyx
Ascocalyx is een geslacht van schimmels behorend tot de familie Godroniaceae. Het geslacht werd voor het eerst in 1926 beschreven door Naumov. De typesoort is Ascocalyx abietis.

## Soorten
Volgens Index Fungorum telt dit geslacht zes soorten (peildatum december 2021):
| Soortnaam             | Auteur(s)                               | Publicatiejaar |
| --------------------- | --------------------------------------- | -------------- |
| Ascocalyx abietis     | Naumov                                  | 1925           |
| Ascocalyx asiaticus   | J.W. Groves                             | 1968           |
| Ascocalyx berenice    | (Berk. & M.A. Curtis) Baschien          | 2014           |
| Ascocalyx juniperinus | (K. Holm & L. Holm) E. Müll. & Dorworth | 1983           |
| Ascocalyx obscurus    | (Peck) Baschien                         | 2014           |
| Ascocalyx tenuisporus | J.W. Groves                             | 1968           |